# Ein Mann mit vielen Namen
Ein Mann mit vielen Namen (Originaltitel: The Captain and the Enemy) ist ein Roman von Graham Greene, der im Jahre 1988 veröffentlicht wurde. Die deutschsprachige Ausgabe (übersetzt von Monika Blaich) erschien im selben Jahr im Zsolnay Verlag in Wien. Es ist der letzte Roman, den Greene zu Lebzeiten vollendet hat.

## Inhalt
Der Schuljunge Viktor Baxter ist Halbwaise. Seine engste Bezugsperson ist seine Tante, die Schwester seiner verstorbenen Mutter, zu der ihn sein Vater abgeschoben hat. Er führt ein tristes Leben als Internatsschüler.
Eines Tages taucht dort ein Mann von soldatischem Aussehen auf, der dem Direktor die schriftliche Erlaubnis des Vaters vorweisen kann, mit dem Jungen die Schule zu verlassen. Schnell wird Viktor klar, dass der Fremde, der sich als „Captain“ anreden lässt, nicht daran denkt ihn dorthin zurückzubringen. Vielmehr bringt er ihn in ein leerstehendes Haus in London, wo als Hausverwalterin nur eine alleinstehende jüngere Frau namens Liza wohnt, für die Viktor die Rolle ihres Kindes annehmen soll. Viktor lässt sich darauf ein, doch am nächsten Morgen ist der Captain verschwunden.
In den darauf folgenden Wochen und Monaten beginnt er das Geflecht der Beziehungen zwischen seiner neuen „Mutter“ Liza, seinem Vater und dem Captain zu begreifen, obwohl weder Liza noch der Captain, der zwischenzeitlich immer wieder einmal auftaucht und schnell wieder verschwindet, offen mit ihm reden: Liza war einmal die Geliebte seines Vaters, der sie, als sie von ihm schwanger wurde, zu einer illegalen Abtreibung zwang, obwohl sie selbst gern ein Kind gehabt hätte. Nach dieser Abtreibung konnte Liza jedoch keine Kinder mehr bekommen. Zufällig begegnete dem Vater zu dieser Zeit der Captain, und als dieser Liza und ihre Geschichte kennenlernte, spielte er mit dem Vater eine Partie Backgammon – wobei der Sohn den Spieleinsatz bildete. Der Gewinner sollte über das Kind verfügen dürfen.
Die Persönlichkeit des Captains fesselt Viktor (der sich inzwischen „Jim“ nennt) am meisten, obwohl sich dieser mit der Zeit immer weniger sehen lässt. Langsam kristallisiert sich jedoch das Bild eines Menschen heraus, der im Zweiten Weltkrieg zum „Adrenalin-Junkie“ geworden ist und einfach nicht mehr in ein bürgerliches Leben zurückfinden kann und bei der Verfolgung seiner Ziele auch vor illegalen Methoden nicht zurückschreckt. Ob seine Ziele allerdings real oder phantastisch sind, bleibt dabei oft unklar, ebenso wie die Frage, ob er tatsächlich Geheimdienstmitarbeiter war, wie es manchmal angedeutet wird. Als er jedoch über Jahre verschwunden bleibt, beginnt Viktor (der in London weiter zur Schule gegangen ist und nach seinem Abschluss als Reporter arbeitet) das Interesse zu verlieren.
Da stirbt Liza bei einem Autounfall, und beim Aufräumen ihrer Wohnung findet ihr Ziehsohn die jüngste Nachricht des Captains, der sich offenbar in Panama aufhält und Liza bittet, Viktor zu ihm zu schicken und später nachzukommen. Viktor macht sich tatsächlich auf den Weg.
In Panama angekommen, kann er den Captain jedoch nicht finden, auch wenn dieser dafür gesorgt hat, dass er eine Unterkunft und Begleitschutz bekommt. Die Beziehungen, in denen der Captain dort steht, bleiben Viktor allerdings noch rätselhafter als in England. Zwar ahnt er, dass sich der Captain auch hier in illegale Machenschaften verstrickt hat, aber er ist nicht in der Lage, das komplizierte Geflecht zu durchschauen, in das nun auch die internationale Politik hineinspielt – die Unterzeichnung der Torrijos-Carter-Verträge steht unmittelbar bevor, und im Vorfeld scheint jeder Mensch in Panama-Stadt, der kein Panamese ist, ein ausländischer Geheimagent zu sein. Als der Captain wieder auftaucht und ihn darüber nicht aufklären will, ihn stattdessen immer noch wie einen Schuljungen behandelt, kommt es zum Bruch: Viktor offenbart dem Captain, dass Liza tot ist, worauf dieser ihn hinauswirft und wieder verschwindet. Schließlich erhält Viktor die Mitteilung, dass der Captain den Versuch eines Anschlags auf den nicaraguanischen Diktator Anastasio Somoza Debayle unternommen hat und dabei umgekommen ist. Da er nun durch keinerlei persönliche Bindungen mehr gehemmt ist, entschließt er sich, nicht nach England zurückzukehren, sondern Südamerika zu bereisen. Als erstes möchte er nach Valparaiso in Chile.
In der letzten Szene des Romans erfährt der Leser durch ein Gespräch im Büro des panamesischen Geheimdienstoffiziers Oberst Martinez, dass Viktor bei einem Autounfall auf dem Weg zum Flughafen, bei dem es sich ebenfalls um einen Anschlag handelte, ums Leben gekommen ist. Im Papierkorb seines Hotelzimmers findet der Geheimdienst seine Aufzeichnungen, die den Inhalt der vorhergehenden Kapitel bilden, und die jetzt intensiv nachrichtendienstlich durchleuchtet werden.

## Hörspiele
- Ein Mann mit vielen Namen – Bearbeitung und Regie: Bernd Lau; Mitwirkende: Matthias Haase (Autor/Baxter), Johann Lau (Jim), Günter Lamprecht (Captain), Ulrike Bliefert (Liza), Michael Mendl (Vater), Ursula Langrock (Tante), Walter Renneisen (Quigly), Heinz Schimmelpfennig; Komposition: Peter Zwetkoff; Produktion: Südwestfunk 1991[1]

## Einflüsse
Im Jahre 1976 hatte der Führer der panamesischen Militärjunta Omar Torrijos Kontakt zu Graham Greene gesucht, der sich schließlich zu einer regelrechten Freundschaft der beiden Männer entwickelte. Durch diese Freundschaft erlebte Greene nicht nur die Vorgänge um die Torrijos-Carter-Verträge gleichsam aus der Innenperspektive mit, sie lenkte auch sein Interesse auf die Politik in Südamerika und den dortigen Einfluss der USA unter der Monroe-Doktrin nach dem Zweiten Weltkrieg. Im Roman bilden diese Vorgänge allerdings lediglich im zweiten Teil den Hintergrund für die psychologische Auseinandersetzung zwischen den Protagonisten.